# First Division 1978-1979
La First Division 1978-1979 è stata la 80ª edizione della massima serie del campionato inglese di calcio, disputata tra il 19 agosto 1978 e il 18 maggio 1979 e concluso con la vittoria del Liverpool, al suo undicesimo titolo.
Capocannoniere del torneo è stato Frank Worthington (Bolton), con 24 reti.

## Stagione

### Novità
Al posto delle retrocesse West Ham Utd, Newcastle Utd e Leicester City sono saliti dalla Second Division il Bolton, il Southampton e il Tottenham.

### Avvenimenti
Le prime battute del campionato videro il Liverpool vincere le prime sei gare risultando già primo dopo quattro turni. Inseguiti dai rivali cittadini dell'Everton, che vinsero lo scontro diretto del 28 ottobre e agganciarono la vetta dopo un mese, i Reds controllarono l'esiguo distacco arrivando al giro di boa con un punto di vantaggio sui Toffees e sul West Bromwich.
Tra gennaio e febbraio la capolista fece il vuoto, arrivando ad accumulare un vantaggio di 5 punti sul West Bromwich e 6 su Everton e Leeds Utd: gestendo il distacco, nei due mesi successivi i Reds marciarono indisturbati verso il titolo, che arrivò l'8 maggio, con due giornate di anticipo sulla conclusione della manifestazione. Il successo in Coppa dei Campioni del Nottingham Forest favorì il ripescaggio, in zona UEFA, di un Ipswich Town che sul campo era stato tagliato fuori dai giochi con un turno di anticipo. Poco interessante fu la lotta per non retrocedere, i cui verdetti erano già decisi con tre gare di anticipo: nel girone di ritorno crollarono un QPR e un Chelsea in crisi, che fecero compagnia nella discesa in Second Division ad un Birmingham City praticamente mai in partita.

## Squadre partecipanti
| Club              | Stagione | Città         | Stadio              | Stagione precedente                   |
| ----------------- | -------- | ------------- | ------------------- | ------------------------------------- |
| Arsenal           | dettagli | Londra        | Arsenal Stadium     | 5º posto in First Division            |
| Aston Villa       | dettagli | Birmingham    | Villa Park          | 8º posto in First Division            |
| Birmingham City   | dettagli | Birmingham    | St Andrew's         | 11º posto in First Division           |
| Bolton            | dettagli | Bolton        | Burnden Park        | 1º posto in Second Division, promosso |
| Bristol City      | dettagli | Bristol       | Ashton Gate Stadium | 17º posto in First Division           |
| Chelsea           | dettagli | Londra        | Stamford Bridge     | 16º posto in First Division           |
| Coventry City     | dettagli | Coventry      | Highfield Road      | 7º posto in First Division            |
| Derby County      | dettagli | Derby         | Baseball Ground     | 12º posto in First Division           |
| Everton           | dettagli | Liverpool     | Goodison Park       | 3º posto in First Division            |
| Ipswich Town      | dettagli | Ipswich       | Portman Road        | 18º posto in First Division           |
| Leeds Utd         | dettagli | Leeds         | Elland Road         | 9º posto in First Division            |
| Liverpool         | dettagli | Liverpool     | Anfield             | 2º posto in First Division            |
| Manchester City   | dettagli | Manchester    | Maine Road          | 4º posto in First Division            |
| Manchester Utd    | dettagli | Manchester    | Old Trafford        | 10º posto in First Division           |
| Middlesbrough     | dettagli | Middlesbrough | Ayresome Park       | 14º posto in First Division           |
| Norwich City      | dettagli | Norwich       | Carrow Road         | 13º posto in First Division           |
| Nottingham Forest | dettagli | Nottingham    | City Ground         | 1º posto in First Division            |
| QPR               | dettagli | Londra        | Loftus Road         | 19º posto in First Division           |
| Southampton       | dettagli | Southampton   | The Dell            | 2º posto in Second Division, promosso |
| Tottenham         | dettagli | Londra        | White Hart Lane     | 3º posto in Second Division, promosso |
| West Bromwich     | dettagli | West Bromwich | The Hawthorns       | 6º posto in First Division            |
| Wolverhampton     | dettagli | Wolverhampton | Molineux Stadium    | 15º posto in First Division           |

## Classifica finale
|        | Pos. | Squadra           | Pt | G  | V  | N  | P  | GF | GS | DR  |
| ------ | ---- | ----------------- | -- | -- | -- | -- | -- | -- | -- | --- |
|        | 1.   | Liverpool         | 68 | 42 | 30 | 8  | 4  | 85 | 16 | +69 |
| [ 11 ] | 2.   | Nottingham Forest | 60 | 42 | 21 | 18 | 3  | 61 | 26 | +35 |
|        | 3.   | West Bromwich     | 59 | 42 | 24 | 11 | 7  | 72 | 35 | +37 |
|        | 4.   | Everton           | 51 | 42 | 17 | 17 | 8  | 52 | 40 | +12 |
|        | 5.   | Leeds Utd         | 50 | 42 | 18 | 14 | 10 | 70 | 52 | +18 |
| [ 12 ] | 6.   | Ipswich Town      | 49 | 42 | 20 | 9  | 13 | 63 | 49 | +14 |
| [ 13 ] | 7.   | Arsenal           | 48 | 42 | 17 | 14 | 11 | 61 | 48 | +13 |
|        | 8.   | Aston Villa       | 46 | 42 | 15 | 16 | 11 | 59 | 49 | +10 |
|        | 9.   | Manchester Utd    | 45 | 42 | 15 | 15 | 12 | 60 | 63 | -3  |
|        | 10.  | Coventry City     | 44 | 42 | 14 | 16 | 12 | 58 | 68 | -10 |
|        | 11.  | Tottenham         | 41 | 42 | 13 | 15 | 14 | 48 | 61 | -13 |
|        | 12.  | Middlesbrough     | 40 | 42 | 15 | 10 | 17 | 57 | 50 | +7  |
|        | 13.  | Bristol City      | 40 | 42 | 15 | 10 | 17 | 47 | 51 | -4  |
|        | 14.  | Southampton       | 40 | 42 | 12 | 16 | 14 | 47 | 53 | -6  |
|        | 15.  | Manchester City   | 39 | 42 | 13 | 13 | 16 | 58 | 56 | +2  |
|        | 16.  | Norwich City      | 37 | 42 | 7  | 23 | 12 | 51 | 57 | -6  |
|        | 17.  | Bolton            | 35 | 42 | 12 | 11 | 19 | 54 | 75 | -21 |
|        | 18.  | Wolverhampton     | 34 | 42 | 13 | 8  | 21 | 44 | 68 | -24 |
|        | 19.  | Derby County      | 31 | 42 | 10 | 11 | 21 | 44 | 71 | -27 |
|        | 20.  | QPR               | 25 | 42 | 6  | 13 | 23 | 45 | 73 | -28 |
|        | 21.  | Birmingham City   | 22 | 42 | 6  | 10 | 26 | 37 | 64 | -27 |
|        | 22.  | Chelsea           | 20 | 42 | 5  | 10 | 27 | 44 | 92 | -48 |

Legenda:
      Campione d'Inghilterra e ammessa alla Coppa dei Campioni 1979-1980
      Ammessa alla Coppa dei Campioni 1979-1980
      Ammesse alla Coppa delle Coppe 1979-1980
      Ammesse alla Coppa UEFA 1979-1980
      Retrocesse in Second Division 1979-1980
Regolamento:
Due punti a vittoria, uno a pareggio, zero a sconfitta.
A parità di punti le squadre venivano classificate secondo la differenza reti.

## Statistiche

### Squadre

#### Capoliste solitarie
Fonte:
|    | —— | —— | ——        | ——        | ——        | ——        | ——        | ——        | ——        | ——        | ——        | ——        | ——        | ——        | ——        | ——  | ——        | ——        | ——        | ——        | ——        | ——        | ——        | ——        | ——        | ——        | ——        | ——        | ——        | ——        | ——        | ——        | ——        | ——        | ——        | ——        | ——        | ——        | ——        | ——        | ——        | —— |  |
|    |    |    | Liverpool | Liverpool | Liverpool | Liverpool | Liverpool | Liverpool | Liverpool | Liverpool | Liverpool | Liverpool | Liverpool | Liverpool | Liverpool |     | Liverpool | Liverpool | Liverpool | Liverpool | Liverpool | Liverpool | Liverpool | Liverpool | Liverpool | Liverpool | Liverpool | Liverpool | Liverpool | Liverpool | Liverpool | Liverpool | Liverpool | Liverpool | Liverpool | Liverpool | Liverpool | Liverpool | Liverpool | Liverpool | Liverpool |    |  |
|    |    |    |           |           |           |           |           |           |           |           |           |           |           |           |           |     |           |           |           |           |           |           |           |           |           |           |           |           |           |           |           |           |           |           |           |           |           |           |           |           |           |    |  |
|    |    |    |           |           |           |           |           |           |           |           |           |           |           |           |           |     |           |           |           |           |           |           |           |           |           |           |           |           |           |           |           |           |           |           |           |           |           |           |           |           |           |    |  |
| 1ª | 2ª | 3ª | 4ª        | 5ª        | 6ª        | 7ª        | 8ª        | 9ª        | 10ª       | 11ª       | 12ª       | 13ª       | 14ª       | 15ª       | 16ª       | 17ª | 18ª       | 19ª       | 20ª       | 21ª       | 22ª       | 23ª       | 24ª       | 25ª       | 26ª       | 27ª       | 28ª       | 29ª       | 30ª       | 31ª       | 32ª       | 33ª       | 34ª       | 35ª       | 36ª       | 37ª       | 38ª       | 39ª       | 40ª       | 41ª       | 42ª       |    |  |

#### Primati stagionali
- Maggior numero di vittorie: Liverpool (30)
- Minor numero di sconfitte: Nottingham Forest (3)
- Miglior attacco: Liverpool (85)
- Miglior difesa: Liverpool (16)
- Miglior differenza reti: Liverpool (+69)
- Maggior numero di pareggi: Norwich City (23)
- Minor numero di vittorie: Chelsea (5)
- Maggior numero di sconfitte: Chelsea (27)
- Peggiore attacco: Birmingham City (37)
- Peggior difesa: Chelsea (92)
- Peggior differenza reti: Chelsea (-48)

### Individuali

#### Classifica marcatori
Fonte:
| Gol | Rigori |  | Giocatore         | Squadra           |
| --- | ------ |  | ----------------- | ----------------- |
| 24  | 5      |  | Frank Worthington | Bolton            |
| 21  |        |  | Kenny Dalglish    | Liverpool         |
| 19  | 1      |  | Alistair Brown    | West Bromwich     |
| 17  |        |  | Frank Stapleton   | Arsenal           |
| 16  |        |  | David Johnson     | Liverpool         |
| 16  |        |  | John Hawley       | Leeds Utd         |
| 15  |        |  | Alan Gowling      | Bolton            |
| 15  |        |  | Cyrille Regis     | West Bromwich     |
| 15  |        |  | Ian Wallace       | Coventry City     |
| 15  | 1      |  | Tommy Langley     | Chelsea           |
| 14  |        |  | Gary Birtles      | Nottingham Forest |
| 14  |        |  | Mickey Burns      | Middlesbrough     |
| 13  |        |  | Paul Mariner      | Ipswich Town      |
| 13  | 4      |  | Liam Brady        | Arsenal           |
| 13  | 4      |  | Gerry Daly        | Derby County      |